# Dar Tucker
Darquavis Lamar "Dar" Tucker (Saginaw, Michigan, Estados Unidos, 11 de abril de 1988) es un jugador de baloncesto estadounidense nacionalizado jordano que actualmente se desempeña como escolta. Jugó baloncesto universitario para la Universidad DePaul.

## Etapa universitaria
Tucker asistió a la Arthur Hill High School, en Saginaw, Míchigan, donde jugó baloncesto de instituto. Fue luego reclutado por la Universidad DePaul de la Big East Conference de la División I de la NCAA, para actuar con los Blue Demons, del 2007 al 2009.

## Carrera profesional
En el año 2010 y 2011, Tucker ganó el Concurso de Mates de la D-League y fue nombrado el Jugador más Mejorado de la D-League en 2011.
En la temporada 2011-12 jugó para el Aix Maurienne Savoie Basket de Francia. Regresando al Aix Maurienne para la temporada 2012-13.
El 16 de marzo del 2015 es contratado por Reno Bighorns de la D-League de la NBA, regresando al equipo para un segundo período. El 28 de marzo empató el récord de mayor anotador en un único partido de la D-League de la NBA registrando 58 puntos en un juego contra los Texas Legends y promediando 34,6 puntos, 10,1 rebotes y 1,6 asistencias en 8 juegos. El 23 de abril, después de la conclusión de la temporada 2014–15 D-League, firma con los Trotamundos de Carabobo de la Liga Profesional de Baloncesto de Venezuela. El 30 de mayo firma con Al-Manama de la Bahraini Premier League.
En enero de 2016 arribó por primera vez a la Argentina, contratado por Estudiantes Concordia de la Liga Nacional de Básquet. Cuando culminó la temporada, actuó con los Huracanes del Atlántico de la Liga Nacional de Baloncesto de República Dominicana, pero luego retornó con los entrerrianos y demostró su talento de forma contundente, lo que le valió ser reconocido como el MVP de la temporada 2016-17.

### Clubes
| Club                    | País                 | Año         |
| ----------------------- | -------------------- | ----------- |
| Los Angeles D-Fenders   | Estados Unidos       | 2009 - 2010 |
| Texas Legends           | Estados Unidos       | 2010        |
| New Mexico Thunderbirds | Estados Unidos       | 2010 - 2011 |
| Aix Maurienne           | Francia              | 2011 - 2012 |
| Reno Bighorns           | Estados Unidos       | 2012 - 2013 |
| Cañeros del Este        | República Dominicana | 2013        |
| Aix Maurienne           | Francia              | 2013 - 2014 |
| Reno Bighorns           | Estados Unidos       | 2015        |
| Trotamundos de Carabobo | Venezuela            | 2015        |
| Manama                  | Baréin               | 2015        |
| Estudiantes Concordia   | Argentina            | 2016        |
| Huracanes del Atlántico | República Dominicana | 2016        |
| Estudiantes Concordia   | Argentina            | 2016 - 2017 |
| Hunan Yongsheng         | China                | 2017        |
| San Lorenzo             | Argentina            | 2017 - 2021 |
| Flamengo                | Brasil               | 2021 - 2022 |
| Boca Juniors            | Argentina            | 2022 - 2023 |
| Beirut Club             | Líbano               | 2023 - 2024 |
| Reales de La Vega       | República Dominicana | 2024        |
| Mineros de Zacatecas    | México               | 2024        |
| Hsinchu Toplus Lioneers | Taiwán               | 2024 - 2025 |

## Selección nacional
Tucker forma parte de la selección de baloncesto de Jordania como jugador nacionalizado desde 2016. 
Estuvo presente en la Copa Mundial de Baloncesto de 2019 y en el Campeonato FIBA Asia de  2022 y 2025.

## Palmarés

### Campeonatos internacionales
- Actualizado hasta el 2 de abril de 2019.

| Título                          | Club        | País      | Año  |
| ------------------------------- | ----------- | --------- | ---- |
| Liga de las Américas 2018       | San Lorenzo | Argentina | 2018 |
| Liga de las Américas 2019       | San Lorenzo | Argentina | 2019 |
| Copa Intercontinental FIBA 2022 | Flamengo    | Brasil    | 2022 |

### Individuales
- Actualizado hasta el 15 de abril de 2018.

| Título                                             | Club                     | País           | Año                  |
| -------------------------------------------------- | ------------------------ | -------------- | -------------------- |
| "Parade All-America Boys Basketball Team"          | DePaul Blue Demons       | Estados Unidos | 2007                 |
| Concurso de mates NBA D-League                     | Los Angeles D-Fenders    | Estados Unidos | 2010                 |
| Concurso de mates NBA D-League                     | New Mexico Thunderbirds  | Estados Unidos | 2011                 |
| Jugador que más ha mejorado NBA D-League           | New Mexico Thunderbirds  | Estados Unidos | NBA D-League 2010-11 |
| Mejor Extranjero de la Liga Nacional de Básquet    | Estudiantes de Concordia | Argentina      | LNB 2016-17          |
| MVP de la Temporada de la Liga Nacional de Básquet | Estudiantes de Concordia | Argentina      | LNB 2016-17          |